# MARVELOUS (MISIAのアルバム)
『MARVELOUS』（マーヴェラス）は、日本の歌手MISIAの3枚目のスタジオ・アルバムである。2001年4月25日発売。発売元はBMG JAPAN。

## 概要
- 6枚目のシングル『Escape』、最大のヒット曲である7枚目のシングル『Everything』、DREAMS COME TRUEとの共作で制作された8枚目のシングル『I miss you 〜時を越えて〜』を含む3枚目のオリジナルアルバム。
- 初回盤は特殊パッケージ仕様。

## 収録曲
1. Intro (0:59)
作曲：冨田恵一
2. Rhythm Reflection (4:45)
作詞：MISIA　作曲：SAKOSHIN
本作のリード曲。ミュージック・ビデオが制作されている。
3. 愛の歌 (5:32)
作詞：MISIA　作曲・編曲：佐々木潤
7thシングルのカップリング曲。
4. SUNNY DAY (5:10)
作詞：黒須チヒロ　作曲：清水信之
5. あの夏のままで (5:49)
作詞：MISIA　作曲：山田秀俊
6. Nocturne (6:10)
作詞：MISIA　作曲：鷺巣詩郎
7. Escape (4:53)
作詞：MISIA　作曲：MISIA・SAKOSHIN　編曲：SAKOSHIN
6thシングル
8. la la la (5:59)
作詞：MISIA　作曲：島野聡
9. Change for good (5:46)
作詞：MISIA　作曲・編曲：SAKOSHIN
6thシングルのカップリング曲。
10. Everything (7:47) 
作詞：MISIA　作曲：松本俊明　編曲：冨田恵一
7thシングル。本作ではイントロが若干長くなっている。
11. 時をとめて (4:46) 
作詞・作曲：MISIA
12. I miss you 〜時を越えて〜 / MISIA + DCT (3:35)
作詞：MISIA　作曲：MISIA・中村正人　編曲：中村正人
8thシングル。DREAMS COME TRUEとのコラボレーション楽曲。
MISIAのコラボ作品では唯一このアルバムのみの収録となる。

additional track
1. Everything Junior Vasquez Remix (4:48)
作詞：MISIA　作曲：MISIA・松本俊明　リミックス：Junior Vasquez
このリミックスのフルバージョンは後に「Everything (Junior's NY-Tokyo Xpress Vocal Mix)」としてアナログカットされた。